# 289 Nenetta
Nenetta (asteroide 289) é um asteroide da cintura principal com um diâmetro de 33,73 quilómetros, a 2,2782972 UA. Possui uma excentricidade de 0,2065478 e um período orbital de 1 777,17 dias (4,87 anos).
Nenetta tem uma velocidade orbital média de 17,57712832 km/s e uma inclinação de 6,69143º.
Esse asteroide foi descoberto em 10 de Março de 1890 por Auguste Charlois.